# Статистичний шум
Статисти́чний шум — це розмовний термін для позначення очевидної маси непоясне́нних змін у вибірці. Див. похибки та залишки в статистиці.

## Приклади
- Гауссів шум
- Білий шум
- Дробовий шум